# 皮夏內 (特諾皮爾州)
49°49′34″N 25°15′49″E / 49.82611°N 25.26361°E
皮夏內（羅馬化：Pishchane）是烏克蘭的村落，位於該國西部捷爾諾波爾州，由捷尔诺波尔区負責管轄，處於塞雷特普拉維河畔，始建於1785年，面積0.79平方公里，2001年人口243。